# Ка Крепалдо (Венеција)
Ка Крепалдо (итал. Ca' Crepaldo) је насеље у Италији у округу Венеција, региону Венето.
Према процени из 2011. у насељу је живело 46 становника. Насеље се налази на надморској висини од 0 м.